# Phyllis
 (janvier 2011).

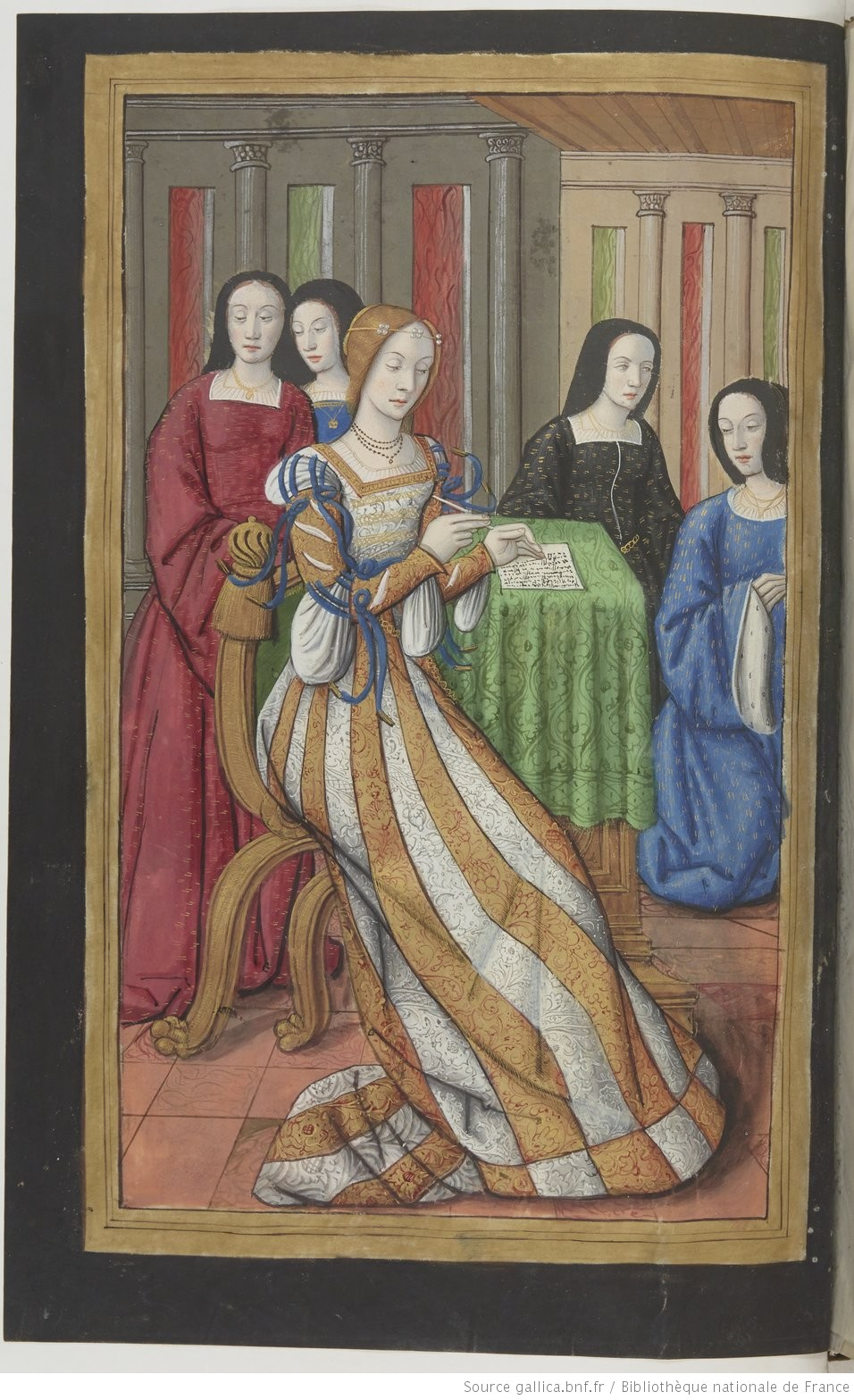
Phyllis écrivant. Miniature de Robinet Testard extraite des Epistres d'Ovide (traduction d'Octavien de Saint-Gelais, 1496-1498), BnF (Cote : Français 875)

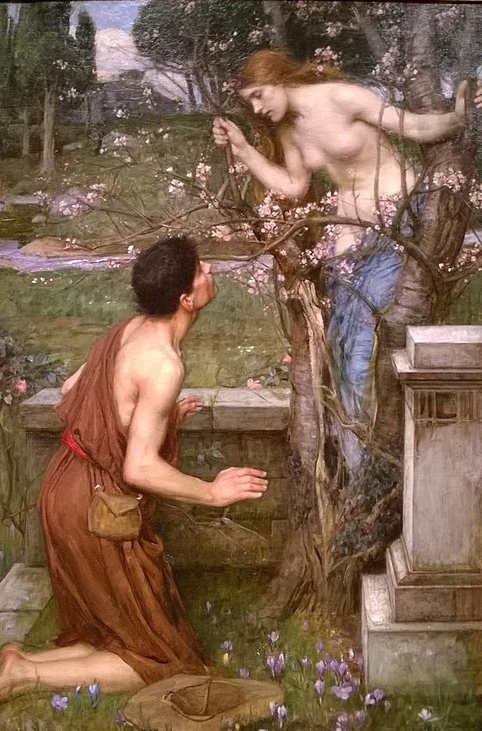
Phyllis et Démophon par John William Waterhouse, 1897

Dans la mythologie grecque, Phyllis (du grec ancien Φυλλίς / Phullís - « feuille ») est l'héroïne d'une histoire d'amour, dont le héros est tantôt Acamas, tantôt son frère Démophon, tous deux fils de Thésée.

## Légende
En revenant de Troie, l'un des frères est accueilli par le roi du pays Thrace, qui avait une fille qui tomba amoureuse du jeune prince et l'épousa. Une autre version affirme que le mariage n'avait été qu'une promesse et que pour que l'amant revienne d'Athènes où il devait régler des affaires urgentes, Phyllis lui donna une cassette, enfermant des objets sacrés du culte de Rhéa. Mais l'amant ne revint jamais et pour s'en assurer, elle descendit neuf fois au port, lieu nommé « Les Neuf Routes ». Elle se pendit de chagrin. L'amant, marié, ouvrit ce jour-là la cassette d'où sortit un spectre qui effraya son cheval, le désarçonnant, et il se tua, transpercé par son épée.
Une autre version raconte que la jeune femme s'est changée en amandier stérile qui redevint plein de vie quand l'amant revint dans l'île.

## Sources
- Coluthos, L'Enlèvement d'Hélène [détail des éditions] [lire en ligne], 216 et suiv.
- Hygin, Fables [détail des éditions] [(la) lire en ligne], LIX.
- Lucien de Samosate, Sur la danse, 40.
- Ovide, Héroïdes [détail des éditions] [lire en ligne], II (Phyllis à Démophon).
- Scholie de Tzétzès sur Lycophron, 495.